# ローター・エメリッヒ
ローター・エメリッヒ（Lothar Emmerich、1941年11月29日-2003年8月13日 ）は、旧西ドイツ出身のサッカー選手。現役時代のポジションはFW。

## 経歴
1960年にボルシア・ドルトムントでデビュー。9年間でリーグ戦215試合に出場し、126得点を挙げた。DFBポカール、UEFAカップウィナーズカップを獲得し、自身も1965-66シーズン（31得点）、1966-67シーズン（28得点、ゲルト・ミュラーと同数）と2年連続でブンデスリーガ得点王に輝いた。イングランドW杯などで代表でも共にプレーした経験のあるジークフリート・ヘルトとのコンビはテレブルツインズと呼ばれた。
1969年、ベルギーのクラブであるベールスホットへと移籍。移籍直後の1969-70シーズンには、29ゴールを挙げて得点王となった。その後もオーストリアやドイツのクラブでプレーし、1978年にドイツのクラブ、ヴュルツブルガー・キッカーズで引退した。
引退後は監督業を行っており、1.FSVマインツ05やSSVロイトリンゲンなどの指揮を執った。

## タイトル

### クラブ
ドルトムント
- ドイツ・サッカー選手権 : 1回 (1963)
- DFBポカール : 1回 (1964-65)
- UEFAカップウィナーズカップ : 1回 (1965-66)

### 個人
- ブンデスリーガ得点王 : 2回 (1965-66, 1966-67)
- ジュピラー・プロ・リーグ得点王 : 1回 (1969-70)